# Patinoire de Kouvola
La patinoire de Kouvola (finnois : Kouvolan jäähalli) ou Arène Lumon  (finnois : Lumon Areena)  est une patinoire située à proximité du parc des sports de Kouvola en Finlande.

## Description
Elle ouvre en 1982.
La patinoire a une capacité de 6 000 spectateurs.
La patinoire est la résidence notamment de l'équipe de hockey sur glace du KooKoo Kouvola de la Mestis. 
L'arène a aussi été le lieu d'une partie du Championnat d'Europe junior de hockey sur glace en 1987 et en 2016 un match de l'Euro Hockey Tour en 2016, où se sont affrontées l'équipe de Finlande de hockey sur glace et l'équipe de Tchéquie de hockey sur glace. 
L'arène a aussi hébergé les championnats d'Europe de lutte de 1997.
Le nom de la patinoire de Kouvola est devenu Lumon Areena, lorsque KooKoo et Lumon ont signé un accord de coopération.